# Manfred Fürbaß
Manfred Fürbaß, auch Fürbass, (* 30. Dezember 1936 in Weißstein, Provinz Niederschlesien) ist ein ehemaliger deutscher Maurer und ehemaliger Politiker der DDR-Blockpartei Liberal-Demokratische Partei Deutschlands (LDPD).

## Leben
Fürbaß ist der Sohn eines Elektromonteurs. Nach dem Besuch der Schule nahm er eine Lehre als Maurer auf, die er erfolgreich abschloss. In der Stadt Schwedt (Oder) wurde er Investbauleiter in der dortigen Papierfabrik. 1999 ging aus dieser Firma durch Fusion die LEIPA Georg Leinfelder GmbH hervor.

## Politik
Er trat der 1945 in der Sowjetischen Besatzungszone neugegründeten LDPD bei. 1961 wurde er Vorsitzender der Ortsgruppe der LDPD in Schwedt. Von 1963 bis 1967 war er Mitglied der LDPD-Fraktion in der Volkskammer der DDR, wo er dem Ausschuss für Arbeit und Sozialpolitik angehörte.

## Ehrungen
- Verdienter Aktivist